# Andon Zako Çajupi
Andon Zako Çajupi (27. března 1866 – 11. července 1930) byl albánský spisovatel, dramaturg a právník.

## Životopis
Çajupi studoval v Egyptě a Švýcarsku práva. Krátce po nástupu do německé společnosti jako právník se rozhodl, že se bude živit jako spisovatel. Během svého spisovatelského života psal především lyriky a dramata. Çajupi současně pracoval jako překladatel z francouzštiny.